# Clinical Implant Dentistry and Related Research
Clinical Implant Dentistry and Related Research ist eine wissenschaftliche Fachzeitschrift, die vom Wiley-Blackwell-Verlag veröffentlicht wird. Die Zeitschrift erscheint mit vier Ausgaben im Jahr. Es werden Arbeiten veröffentlicht, die sich mit Implantaten im Kiefer beschäftigen.
Der Impact Factor lag im Jahr 2012 bei 3,826. Nach der Statistik des ISI Web of Knowledge wird das Journal mit diesem Impact Factor in der Kategorie Zahnmedizin & Kieferchirurgie an zweiter Stelle von 83 Zeitschriften geführt.